# Oskars Bārs

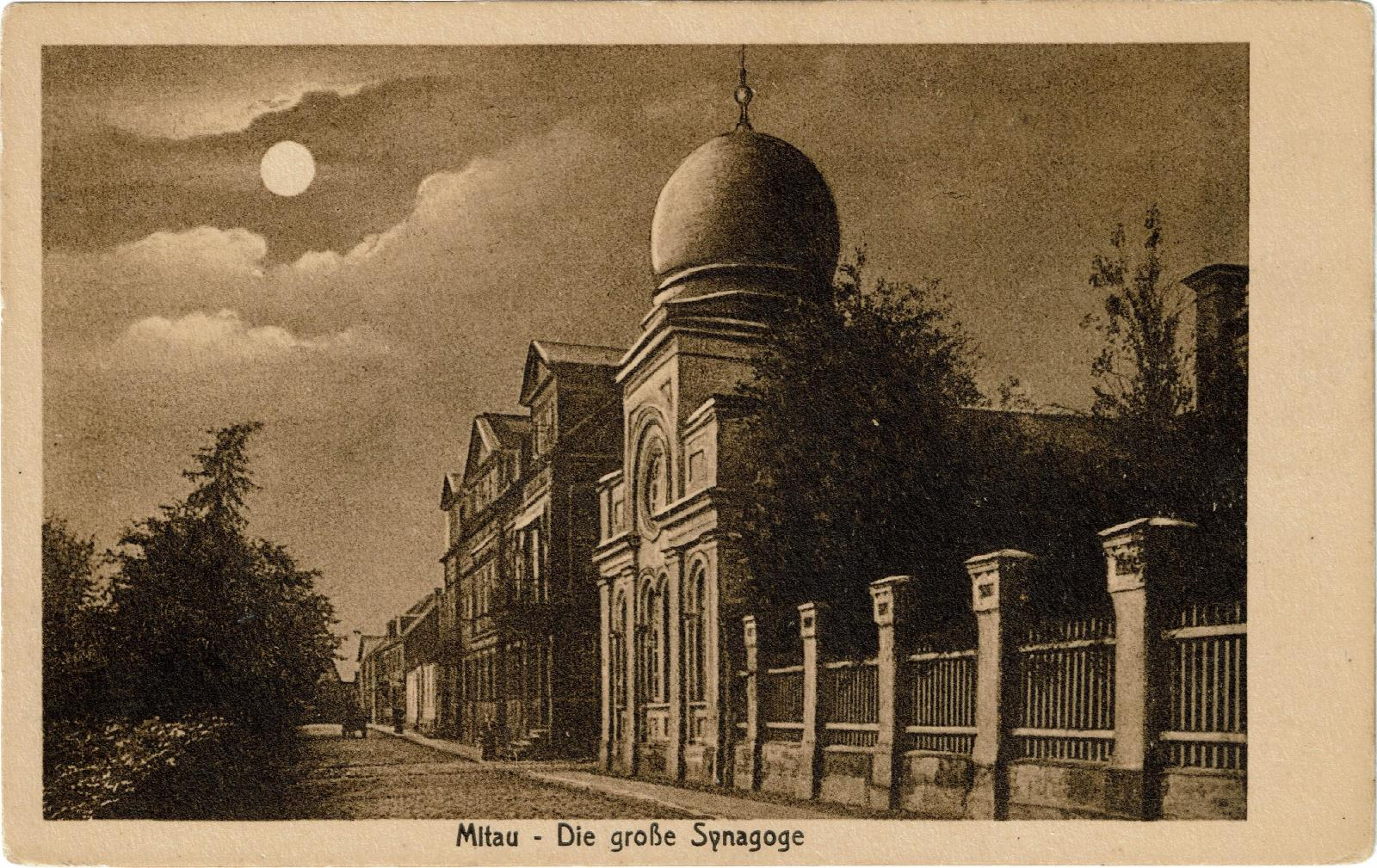
Sinagoga de Jelgava

Oskars Aleksandrs Johans Bārs (Dobele, 17 d'octubre de 1848 - Riga, 9 de gener de 1914) fou un arquitecte letó.
Ha esdevingut una personalitat de gran reconeixement pels seus treballs a Jelgava. Entre 1875 i 1879 va dissenyar i construir la sinagoga de Jelgava a la ciutat.